# Mandula (keresztnév)
A Mandula újabb névadás a hasonló növénynévből.

## Jelentés
A magyar „mandula” szó latin-olasz eredetű mandorla, jelentése: az egész alakot körülvevő, mandula formájú dicsfény.

## Gyakorisága
Az 1990-es években szórványos név, a 2000-es években nem szerepel a 100 leggyakoribb női név között.

## Névnapok
Ajánlott névnap
- március 25.[2]

## Híres Mandulák
- Mandula, IV. László magyar király egyik kun szeretője

## További keresztnevek
- Magyar névnapok listája dátum szerint
- Magyar névnapok listája betűrendben